# لقنورة رخوة
لقنورة رخوة (الاسم العلمي:Lecanora laxa) هي نوع من الفطريات تتبع جنس اللقنورة من الفصيلة اللقنورية.